# Salchichón

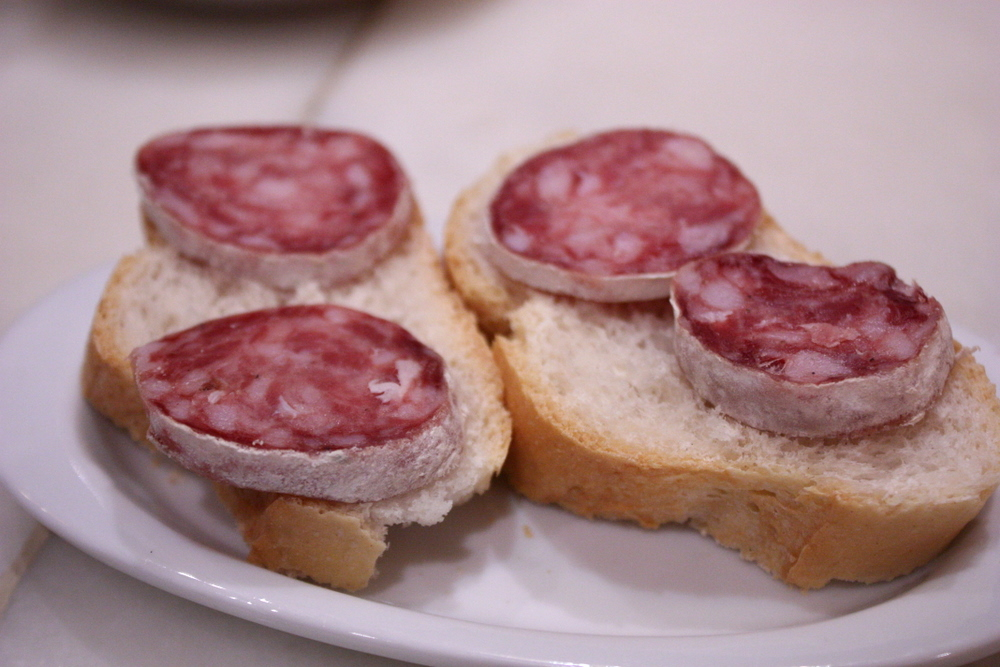
Tapas de salchichon

Salchichón je španělská uzenina vyráběná uzením, sušením, vařením nebo kombinací těchto postupů.
Jde o fermentovaný salám vyráběný z vepřového masa, i když některé recepty používají jiná masa, včetně hovězího, telecího nebo koniny. Maso a tuk jsou nasekány na drobné kousky, salám je dochucen solí, černým pepřem, muškátovým oříškem, oreganem a česnekem či jiným kořením jako je hřebíček či koriandr. Hmota se nechá jeden den marinovat a poté je vkládána do tlustých přírodních vepřových střev. Zrání může probíhat až tři měsíce.

## Dělení
Dělení salchichónů podle použitého masa:
- Salchichón serrano je vyroben z masa bílého prasete.
- Salchichón iberico je vyroben z masa černých iberských polodivokých prasat. Tuk těchto zvířat obsahuje nenasycené mastné kyseliny a je výživovými odborníky přirovnáván k olivovému oleji.

## Konzumace
Jako každý salám se může salchichón konzumovat za studena, tradičně je podáván jako předkrm společně se španělskými sýry. Vhodný je k přípravě menšího občerstvení, tzv. tapas (španělské „jednohubky“). Před konzumací je doporučováno nechat jej aspoň 20 minut v pokojové teplotě, aby se jeho chuť „rozvinula“.
Salchichón je možné použít i při přípravě teplých pokrmů. Tradiční španělskou pochoutkou je kombinace červených fazolí, salchichónu a brambor.